# قطعنامه ۲۸۰ شورای امنیت
قطعنامه ۲۸۰ شورای امنیت سازمان ملل متحد که در تاریخ ۱۹ مه ۱۹۷۰ تصویب شد، سندی بین‌المللی دربارهٔ وضعیت خاورمیانه است. این قطعنامه طی نشست ۱٬۵۴۲ام
با ۱۱ موافق،۰ مخالف و۴ ممتنع تصویب شد.